# Julius Stern (Bankier)

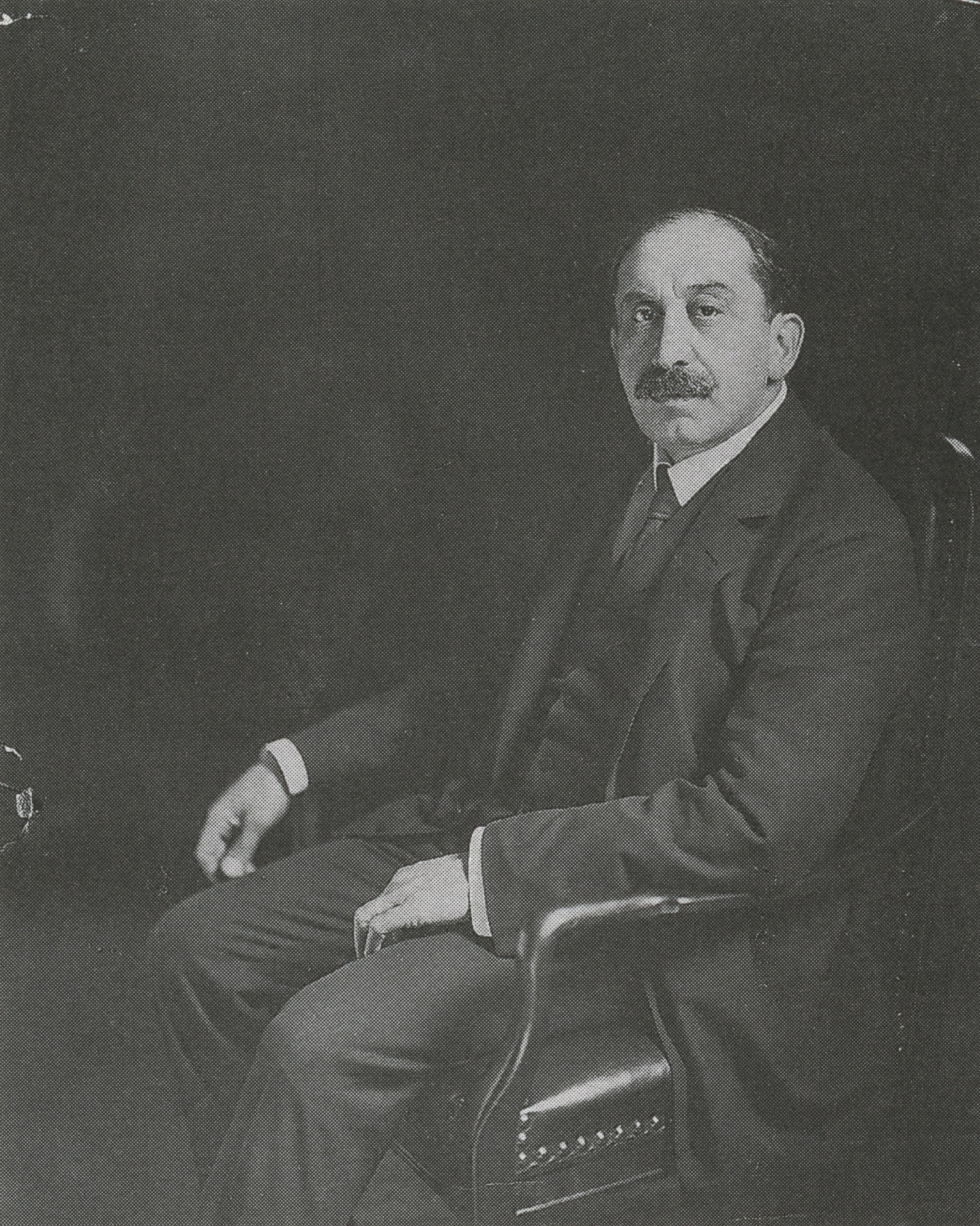
Julius Stern, Fotografie von 1912

Julius Bernhard Stern (geboren am 26. Juli 1858 in Hamburg; gestorben am 23. März 1914 in Berlin) war ein deutscher Bankier, Kunstsammler und Mäzen.

## Leben
Julius Stern kam 1858 als Sohn von Moritz Stern (1807–1887) und seiner Frau Mathilde (1829–1886) in Hamburg zur Welt. Beruflich stieg er innerhalb weniger Jahre in der Nationalbank für Deutschland auf und wurde 1883 im Alter von 24 Jahren einer der Direktoren des Bankhauses. Diese Position hatte er bis zu seinem Tod 1914. Darüber hinaus bekleidete er zahlreiche Aufsichtsratsposten, darunter bei der Dresdner Bank und beim Waffenhersteller Ludwig Loewe & Co.
Julius Stern war mit Malgonia Karpeles (1871–1914) verheiratet. Das Paar lebte in der Berliner Bellevuestraße 6a im vornehmen Tiergartenviertel. Ab 1912 ließen sich die Sterns von Paul Baumgarten in Geltow bei Potsdam ein Landhaus errichten. Baumgarten hatte zuvor bereits Villen am Berliner Wannsee errichtet, darunter die Liebermann-Villa. Sowohl für die Berliner Wohnung wie für die Villa Stern in Geltow schuf der Architekt und Designer Henry van de Velde einen Teil der Innenausstattung. Das Ehepaar Stern verkehrte in einem künstlerischen Umfeld. Malgonia Stern war Schülerin der Malerin Dora Hitz, der Schriftsteller Otto Julius Bierbaum widmete ihr ein Gedicht und der Bildhauer Georg Kolbe schuf eine Porträtbüste von ihr. Julius Stern ließ sich mehrfach von dem Maler Max Liebermann porträtieren (Gemälde im Kunstmuseum Gelsenkirchen, Gemäldestudie in Privatbesitz, Pastellbild im Museum Ostwall in Dortmund). Zum Freundeskreis der Sterns gehörten der Kunsthistoriker Julius Meier-Graefe, die Maler der Berliner Secession Leo von König  und Eugene Spiro sowie Spiros Frau, die Schauspielerin Tilla Durieux.
Julius Stern war Mitglied im Verein für deutsche Volkskunde. Als Mäzen unterstützte er junge Künstler, förderte den Kunstkritiker Karl Scheffler und war Förderer der Berliner Nationalgalerie, der er 1897 das Bildnis eines kleinen Mädchen von Dora Hitz schenkte. 1912 erwarb er zusammen mit weiteren Kunstfreunden den zeichnerischen Nachlass des Architekten und Designers Joseph Maria Olbrich, der als Stiftung an das Kunstgewerbemuseum Berlin und die Kunstbibliothek der Staatliche Museen zu Berlin ging. Das Kupferstichkabinett Berlin erhielt von Stern 1911 fünf Radierungen und zwölf Lithographien von Max Liebermann. 1912 folgten als weiteres Geschenk Radierungen von Rudolf Großmann, Hans Meid und Waldemar Rösler.

## Kunstsammlung
Die Kunstsammlung von Julius Stern umfasste mehr als 200 Arbeiten und gehörte zu den bedeutenden Sammlungen moderner Kunst in Deutschland vor dem Ersten Weltkrieg. Neben neuerer deutscher Kunst, insbesondere Werke von Künstlern der Berliner Secession, sammelte Stern Bilder des französischen Impressionismus, Spätimpressionismus und der Nabis. Vorbild für diese Sammlertätigkeit war Hugo von Tschudi, der ab 1896 als Direktor der Berliner Nationalgalerie impressionistische Werke erwarb. Die Sammlung Stern steht dabei im Kontext zu den Privatsammlungen von Max Liebermann, Eduard Arnhold, Robert und Franz von Mendelssohn.
Neben den Porträts, die Max Liebermann von Julius Stern malte, gab es von diesem Künstler in der Sammlung die Bilder Garten des Altmännerhauses in Amsterdam, Kaiser-Friedrich-Gedächtnisfeier bei Kösen, Holländische Nähschule, Pferdeknechte am Strande, Biergarten und Korso auf dem Monte Pincio. Hinzu kamen weitere Bilder des deutschen Impressionismus wie Frau mit Blumen von Lovis Corinth und Trabrennen (heute Nationalgalerie Berlin) von Max Slevogt. Aus dem Umkreis der Berliner Secession stammen Werke wie Rote Tulpen in einem grünen Glase und Äpfel und Weintrauben auf einem Teller von Curt Herrmann, Meraner Landschaft und Kiefernwald von Walter Leistikow oder Im Café von Lesser Ury. Zu dieser Gruppe gehört auch Max Beckmanns Frühwerk Landschaft bei Gewitter (Blick auf Lankwitz und Marienfelde) (heute Wallraf-Richartz-Museum & Fondation Corboud, Köln). Weitere Werke deutscher Künstler waren Dorfhäuser von Leopold von Kalckreuth, Gardeoffizier im Walde von Wilhelm Trübner oder die dem Jugendstil nahe stehenden Werke Reigen, Allegorie und Sommerfreunde von Ludwig von Hofmann.
Unter den Werken französische Künstler finden sich in der Sammlung Stern Bilder des Realismus wie Straßenhändler mit Hund und Blumenstrauß in einem Glase von Jean-François Raffaëlli. Besonders umfangreich waren Arbeiten des Impressionismus in der Sammlung vertreten. Hierzu gehörte von Édouard Manet das Bild Fraukopf, von Claude Monet die Werke Hafen in Trouville (heute Szépművészeti Múzeum, Budapest), Garten in Vetheuil, Mohnfeld bei Vetheuil (heute Stiftung Sammlung E. G. Bührle, Zürich), Strand bei Fécamps und von Berthe Morisot das Motiv Parkteich mit Gänsen (heute National Gallery of Art, Washington D.C.). Weitere Werke des Impressionismus in der Sammlung Stern waren Sonnenuntergang von Camille Pissarro, Badende von Pierre-Auguste Renoir, Seineufer von Alfred Sisley, Kind mit Katze von der in Paris lebenden Amerikanerin Mary Cassatt und die mit farbiger Kreide gezeichnete Darstellung Drei russische Tänzerinnen von Edgar Degas (heute Schwedisches Nationalmuseum, Stockholm).

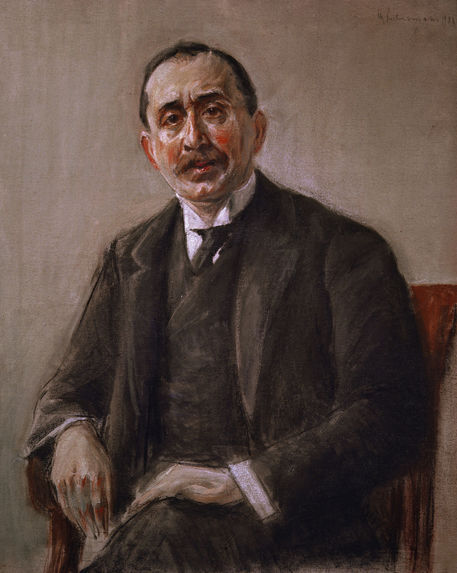
Max Liebermann: Julius Stern, 1907,  Museum Ostwall, Dortmund
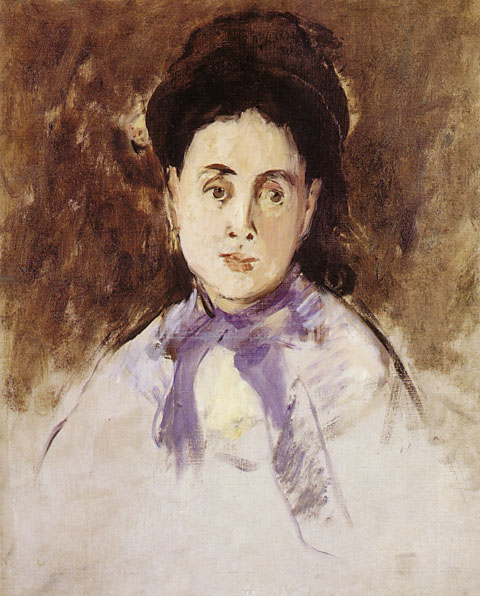
Édouard Manet: Frauenkopf, 1870, Privatsammlung
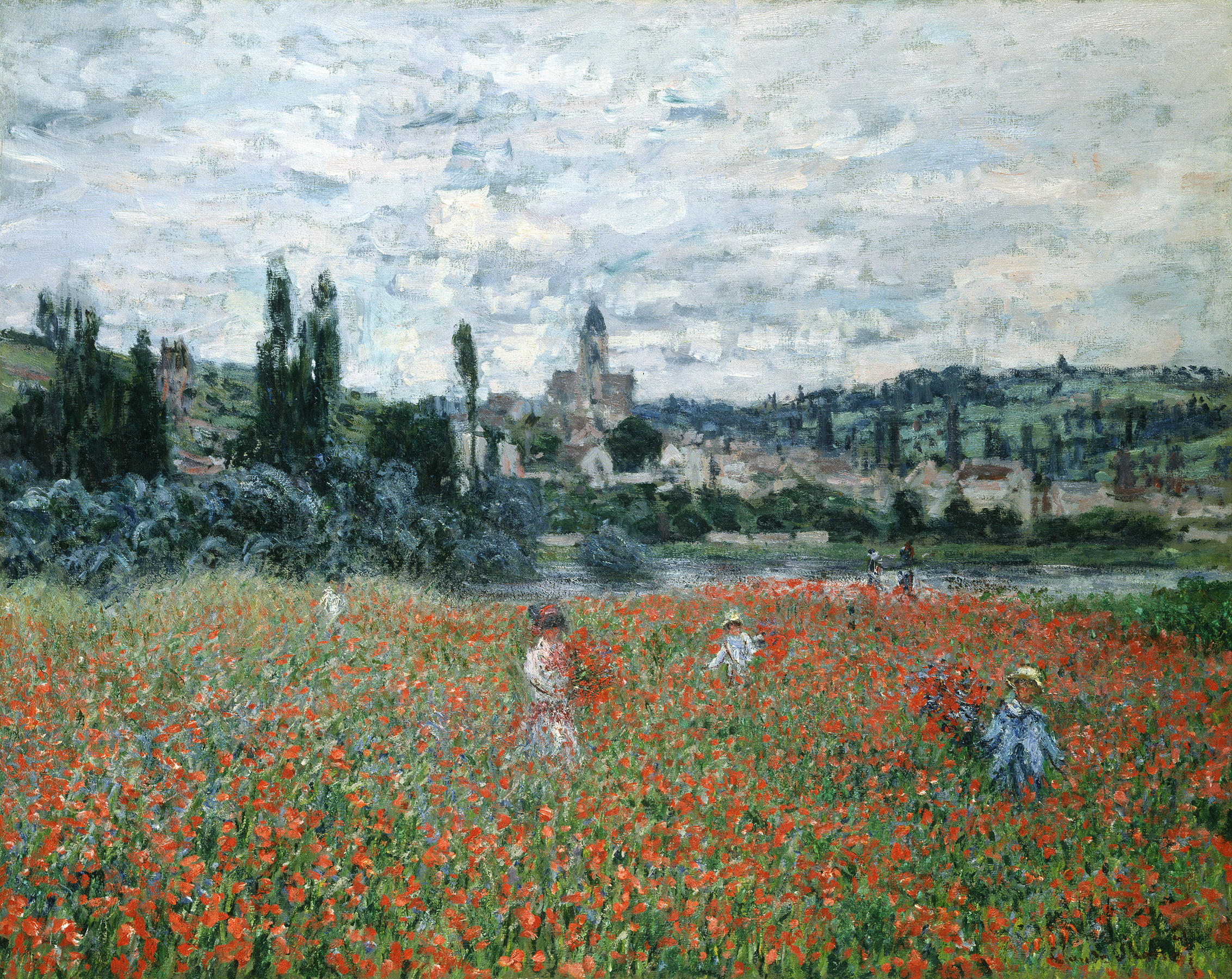
Claude Monet: Mohnfeld bei Vétheuil, um 1879, Stiftung Sammlung E. G. Bührle, Zürich
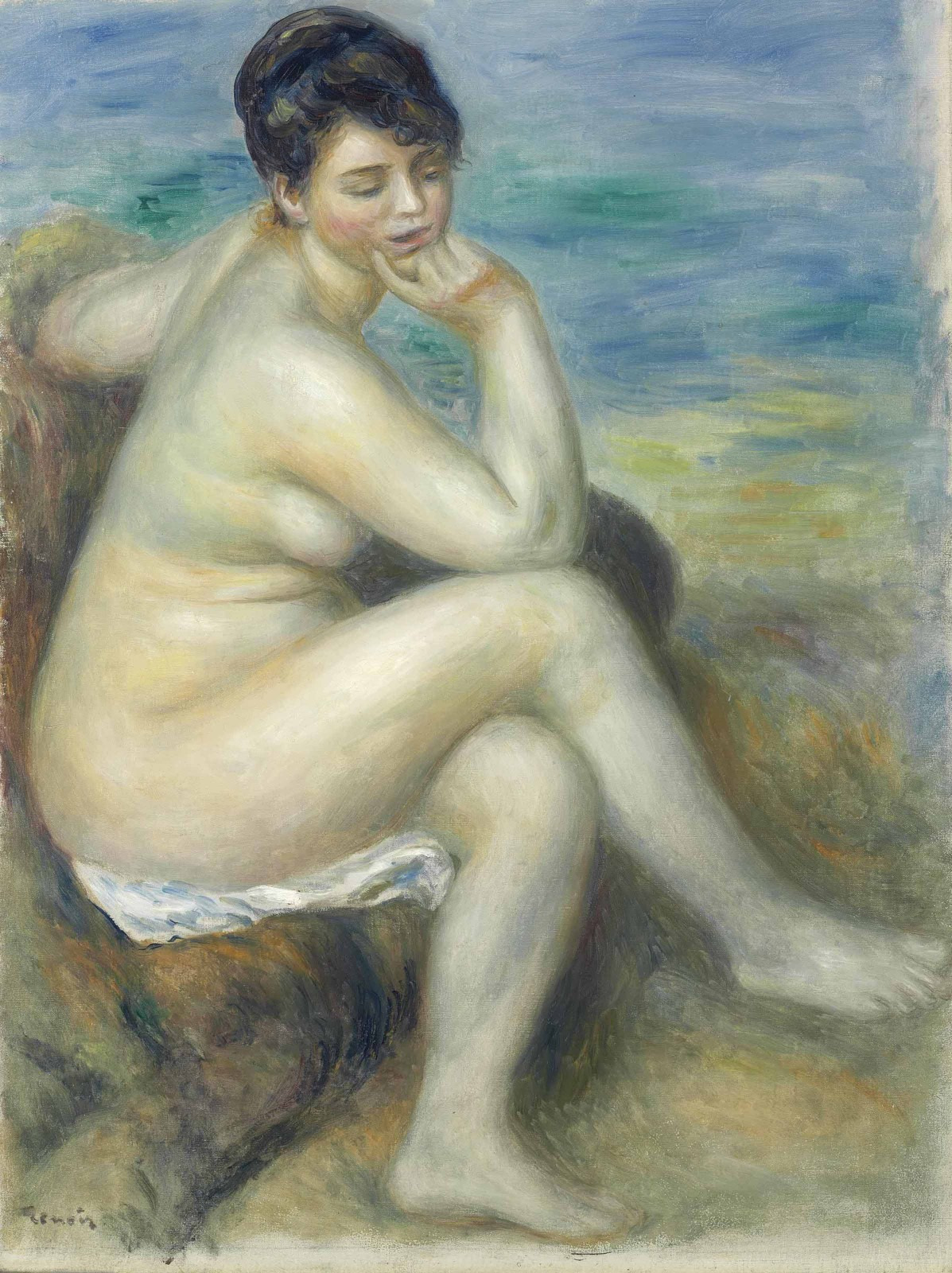
Pierre-Auguste Renoir: Nadende, 1882, Privatsammlung

Bilder des Spätimpressionismus in der Sammlung Stern waren Rote Tulpen in einem grünen Topf (heute Norton Simon Museum, Pasadena) von Paul Cézanne, Garten in Arles (zerstört im Zweiten Weltkrieg) und Olivenernte bei Arles (heute National Gallery of Art, Washington D.C.) von Vincent van Gogh und Te arii vahine (heute Puschkin-Museum, Moskau) von Paul Gauguin. Beispiele für den Pointillismus sind die Werke Parklandschaft von Henri Edmond Cross, Der Hafen in Rotterdam von Paul Signac und Hügelige Landschaft von Théo van Rysselberghe. Weitere Gemälde der Sammlung waren die symbolistische Darstellung Freundinnen von Eugène Carrière und das Landschaftsbild Die Seine in Bonnières von Georgette Agutte. Von der Künstlergruppe der Nabis gab es eine Reihe von Bildern in der Sammlung Stern. Hierzu gehörten von Pierre Bonnard das Motiv Rennbahn, von Maurice Denis die Werke Badende, Ostersonntag, Strand mit Badenden, Idylle, Kirchhof in Italien und Nonnen bei der Messe sowie von Édouard Vuillard die Gemälde Am Speisetisch und Zimmerbild. Darüber hinaus besaß Julius Stern als einer der ersten Sammler in Deutschland ein Gemälde von Pablo Picasso. Das zum Frühwerk gehörende Bild Dame im Reifrock aus dem Jahr 1901 befindet sich heute in der Ny Carlsberg Glyptotek in Kopenhagen.

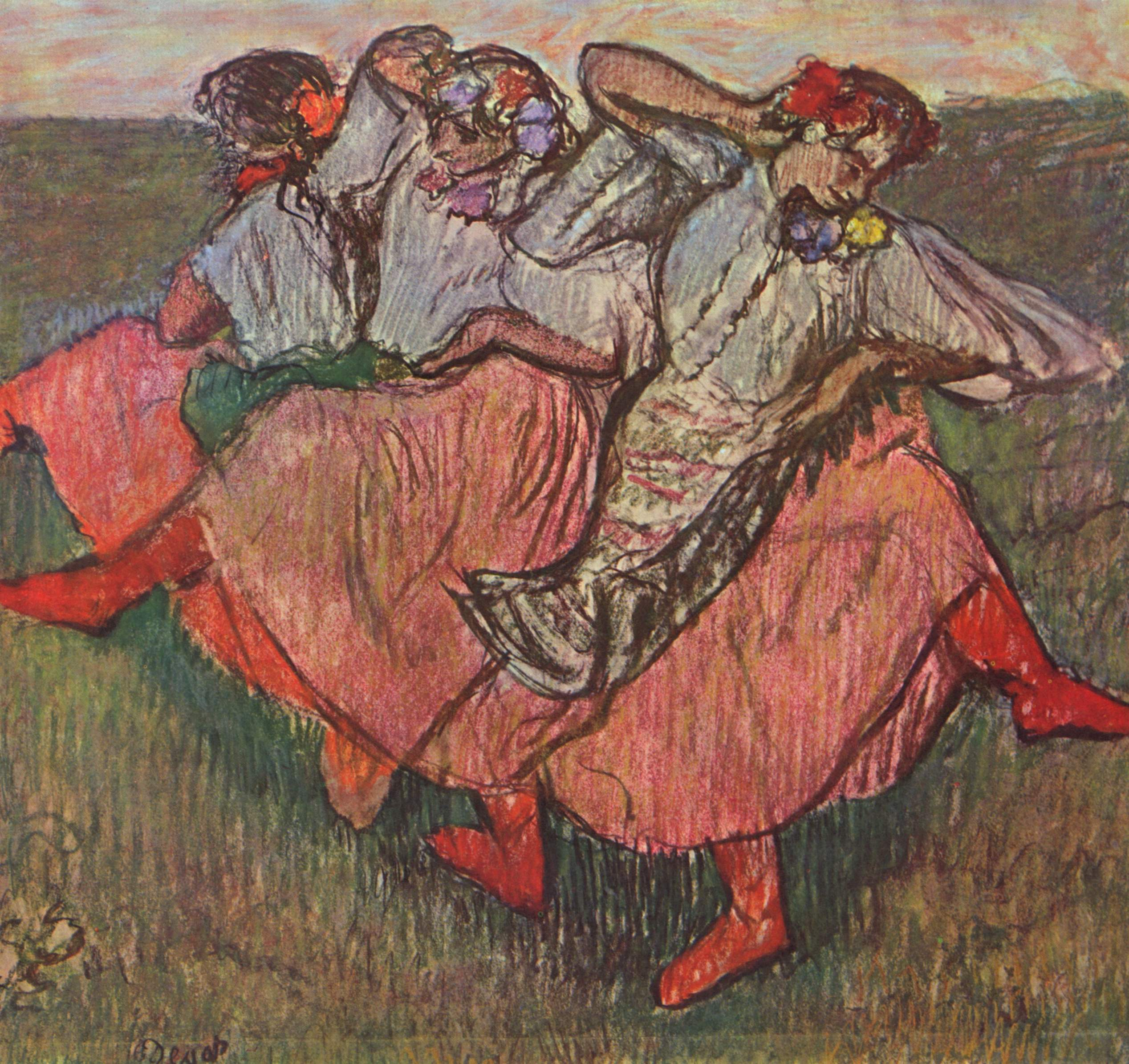
Edgar Degas: Drei russische Tänzerinnen, um 1895, Schwedisches Nationalmuseum, Stockholm
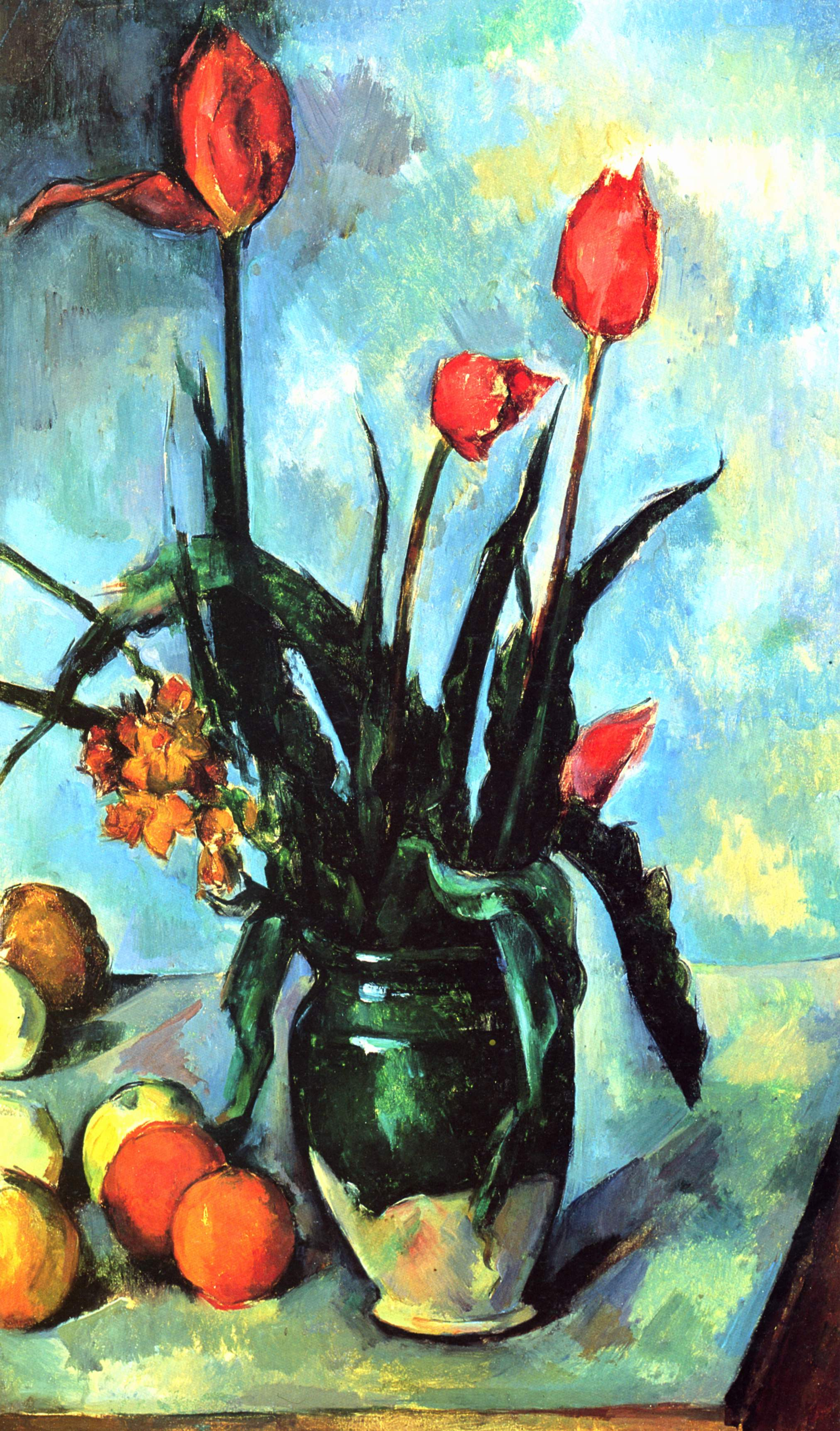
Paul Cézanne: Rote Tulpen in einem grünen Topf, 1890–92, Norton Simon Museum, Pasadena
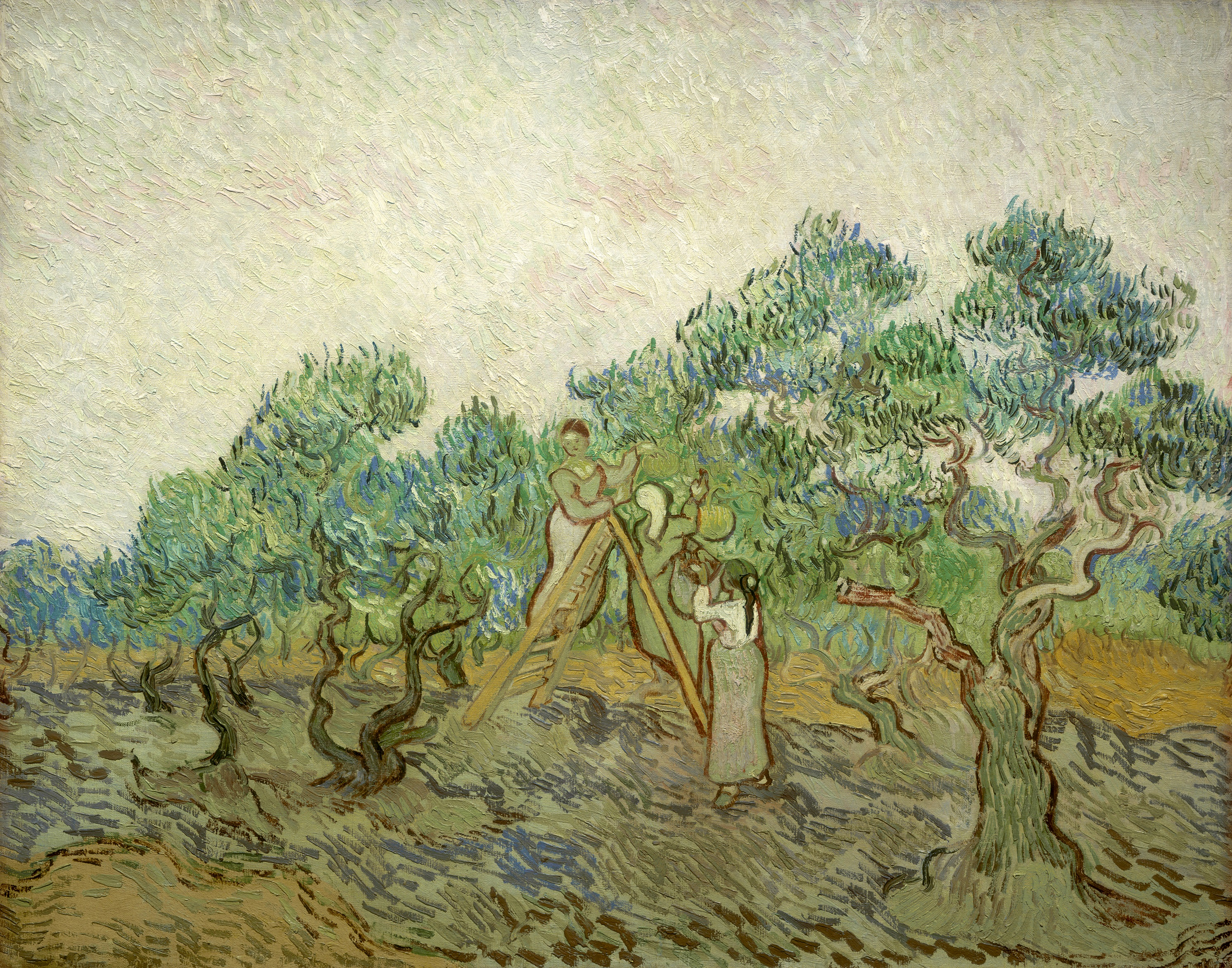
Vincent van Gogh: Olivenpflücker, 1889, National Gallery of Art, Washington D.C.
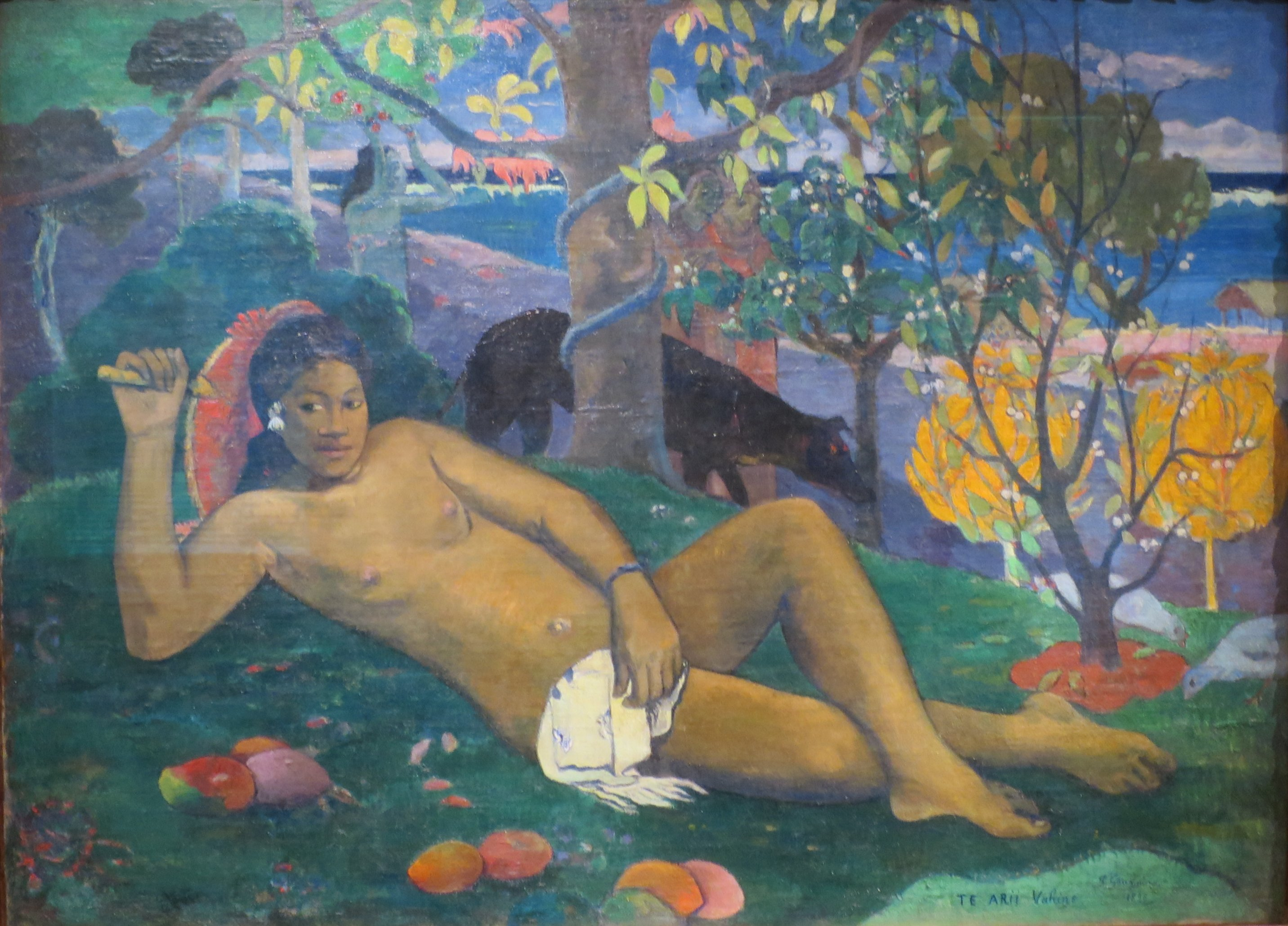
Paul Gauguin: Te arii vahine, 1896, Puschkin-Museum, Moskau

Neben den Gemälden gab es in der Sammlung Stern auch einige Skulpturen. Hierzu gehörte eine Japanerin von Georg Kolbe, eine Badende des Belgiers Georg Minne sowie die Arbeiten Weiblicher Kopf,  Mädchenakt und Sitzender weiblicher Akt von Aristide Maillol. Hinzu kamen die Skulpturen Der Kuss und Die Woge von Auguste Rodin.
Nach dem Tod von Julius Stern und seiner Frau Malgonia kam der Nachlass 1916 im Auktionshaus Cassirer zur Versteigerung. Hierzu gehörten neben der Kunstsammlung auch europäisches und asiatisches Kunsthandwerk.